# Félix-Guillaume Merlin de Maingoval
Félix-Guillaume Merlin d'Estreux, baron de Maingoval (1er janvier 1804, Douai - 21 juillet 1889, château de Glaignes), est un militaire et homme politique français.

## Biographie
Neveu de Régis-Parfait-Chrétien Merlin de Beaugrenier et gendre de François-Jacques-Antoine Mathieu de Reichshoffen, il suivit la carrière militaire et devint officier de cavalerie. 
Propriétaire à Valenciennes, il fut élu député du 10e collège du Nord (Valenciennes), le 9 juillet 1842, contre Boulanger, et fut réélu, le 1er août 1846, contre Portalis et Boulanger. Maingoval siégea au centre, dans la majorité ministérielle, vota pour l'indemnité Pritchard, et repoussa toutes les propositions libérales. La Révolution française de 1848 le rendit à la vie privée.

## Sources
- « Félix-Guillaume Merlin de Maingoval », dans Adolphe Robert et Gaston Cougny, Dictionnaire des parlementaires français, Edgar Bourloton, 1889-1891 [détail de l’édition]